# Dirshu
Dirshu (en hebreu: דרשו) és una organització internacional jueva ultra-ortodoxa, el seu objectiu és enfortir i encoratjar l'estudi de la santa Torà. Dirshu va ser fundada el 1997, l'organització patrocina cicles d'estudi i conferències de la Torà, ofereix incentius financers a individus i a grups per aprendre i dominar els textos del Talmud de Babilònia, l'Halacà i el Musar. Dirshu també ha publicat noves edicions de textos jueus tradicionals i ha patrocinat reunions importants per celebrar la finalització dels seus cicles d'estudi. Des de 2018, més de 150.000 persones han participat als seus programes que s'han expandit a 26 països situats als cinc continents. El nom de l'organització es basa en un versicle del Llibre dels Salms 105:4 que diu: "Cerca a Déu i al seu poder, cerca el seu rostre constantment".

## Història
El programa Dirshu es va establir originalment per combatre els desafiaments de la vida religiosa jueva que tenen els treballadors en l'era moderna. Els homes jueus que han rebut la seva educació a una ieixivà, tenen moltes influències negatives en el lloc de treball, com per exemple l'ús d'Internet i la manca de modèstia en el vestir (tzniut). Segons el fundador de Dirshu, el Rabí Dovid Hofstedter, en permetre que aquests homes continuïn submergint-se en l'estudi de la Torà, molts d'aquests desafiaments es tornen irrellevants. La dedicació a l'aprenentatge de la Torà també requereix respecte per a l'esposa i els fills. El Rabí Hofstedter afirma: "No hi ha una solució tan efectiva com una pàgina del Talmud". A mesura que va guanyar popularitat, el programa d'estudi diari Dirshu també va atreure als homes jueus que estaven inscrits en la ieixivà i el kollel. En fomentar la disciplina i la responsabilitat de l'estudi personal, Dirshu permet als participants dominar el seu aprenentatge i ha produït diversos erudits de la Torà.
En 1997, el Rabí Dovid Hofstedter, un empresari jueu canadenc que treballava en la gestió de béns immobles i propietats, va obrir un petit Beth Midraix (una sala d'estudi) en la seva oficina de Toronto. El rabí va buscar a homes de negocis jueus d'idees afins, per participar en un programa no al matí que incloïa l'aprenentatge a l'estil Havruta i un shiur, una lliçó sobre la Torà, seguida de les oracions matinals i un cafè calent. Com a incentiu addicional, Hofstedter va oferir un petit estipendi econòmic i va introduir un sistema de proves periòdiques, mitjançant el qual els participants podien avaluar el seu progrés. El programa va ser ben rebut i es va córrer la veu a altres comunitats situades al Canadà i als Estats Units. Els primers programes de Dirshu es van establir a Mont-real, Detroit, Cleveland i Chicago. Dirshu es va estendre a la Terra d'Israel i en la primavera de 2018, va obrir una sucursal europea a Berlín, Alemanya.
En 2018, més de 150.000 persones havien participat als programes organitzats per Dirshu. Els participants als programes d'aprenentatge van estudiar el Talmud babilònic. A partir de 2019, Dirshu està present a 26 països situats als cinc continents.
Mentre que els programes d'estudi de la Torà estan dirigits principalment als marits, Dirshu reconeix el suport ofert per les seves esposes, per permetre que els seus esposos passin el seu temps lliure estudiant i els considera socis iguals en l'aprenentatge de la Torà. Dirshu convida a les esposes a tots els esdeveniments i als viatges celebrats en honor dels seus marits per la seva contribució en l'aprenentatge de la santa Torà. L'organització va participar en la celebració del Siyum HaShas, duta a terme al Prudential Center de Newark, Nova Jersey, el 9 de febrer de 2020.

L'organització va llogar les tres instal·lacions més grans de Newark: el Prudential Center, el New Jersey Performing Arts Center (NJPAC) i el Newark Symphony Hall. Hi havia una forta presència policial a la ciutat amb agents uniformats patrullant els carrers i dirigint el tràfic.

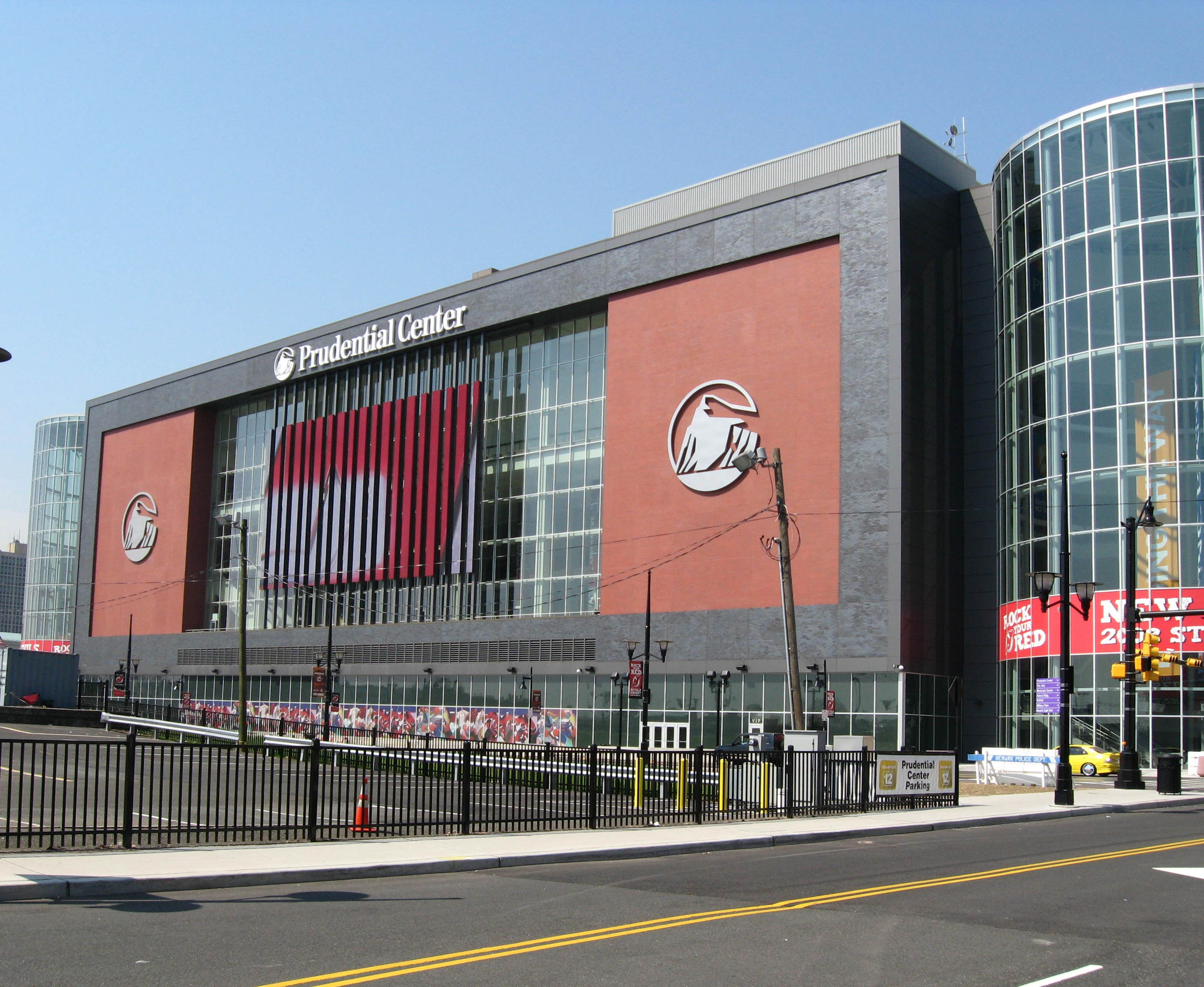
Prudential Center, Newark, New Jersey.
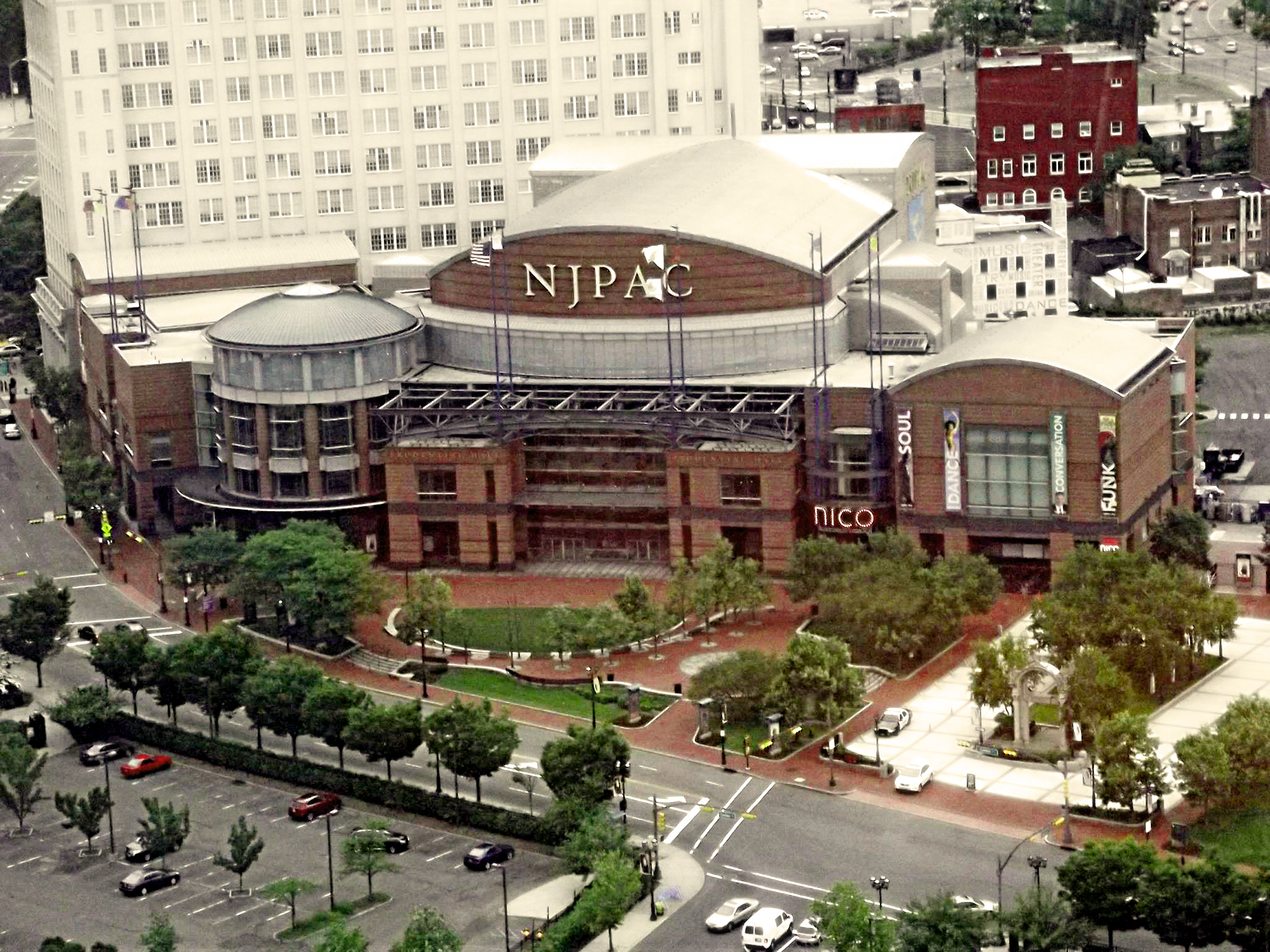
New Jersey Performing Arts Center (NJPAC).
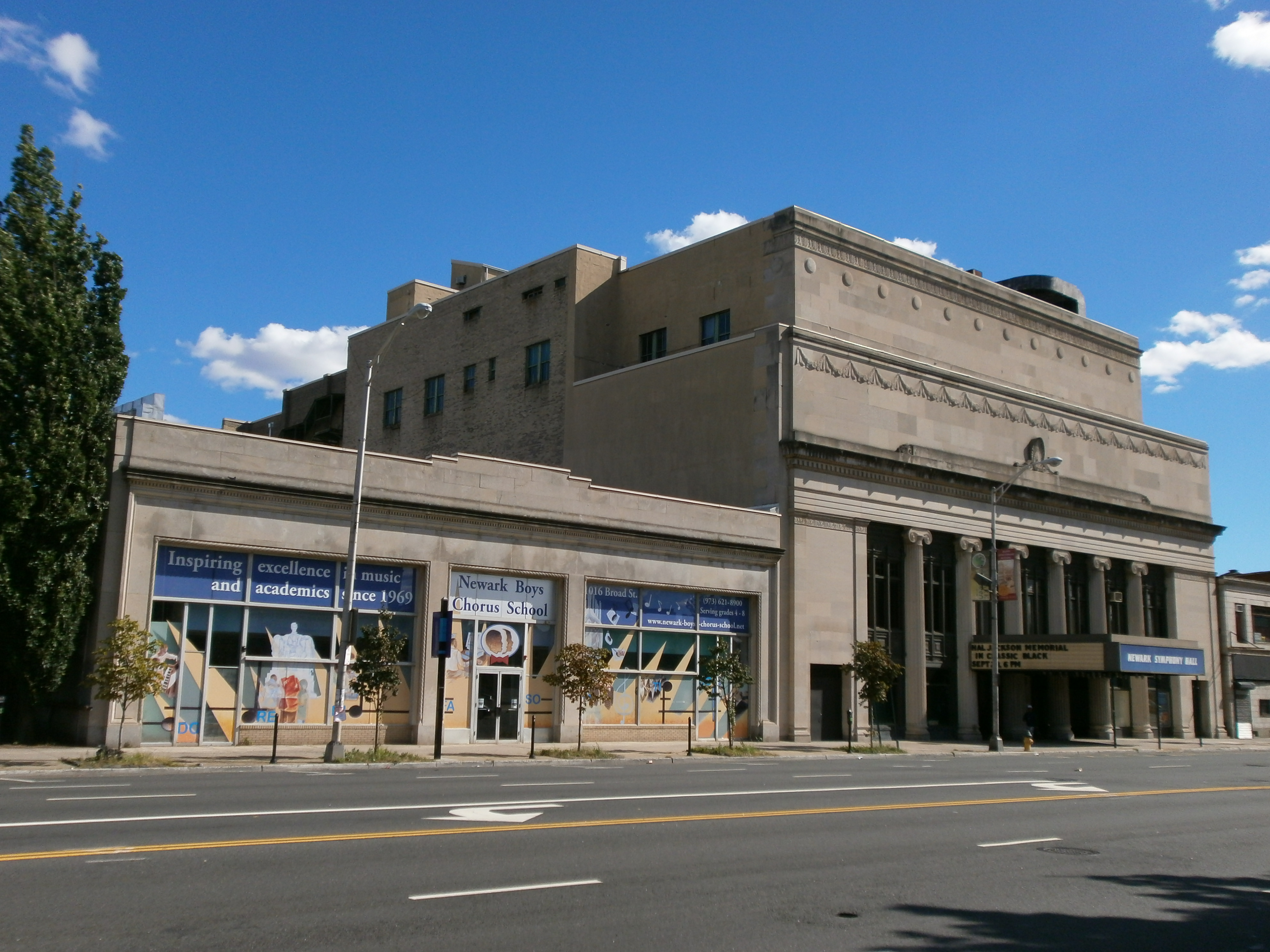
Newark Symphony Hall and Boys Chorus School.